# Dream()scape
Dream()scape è il sesto EP della boy band sudcoreana NCT Dream, pubblicato nel 2024.

## Tracce
1. Icantfeelanything – 2:12
2. Smoothie – 3:08
3. Box – 2:50
4. Carat Cake – 2:32
5. Unknown – 3:33
6. Breathing (숨; Sum) – 4:13